# Gotō Sumiharu
Gotō Sumiharu (五岛纯玄, 1562, mort le 12 septembre 1594) est un daimyo de la période Azuchi Momoyama de l'histoire du Japon.
Sumiharu est le fils aîné d'Uku Sumitaka et prend la direction du clan à l'âge de 20 ans. Il épouse une fille adoptive de Matsuura Shigenobu. Bien que son nom de famille est à l'origine Uku comme son père, il décide plus tard de le changer pour Gotō.
En 1587, il devient vassal de Toyotomi Hideyoshi. Il participe aux invasions japonaises de la Corée sous le commandement de Konishi Yukinaga. En 1595, il contracte la variole et doit quitter le champ de bataille. La maladie l'emporte peu de temps après.
Son fils, Gotō Harumasa devient chef du clan à sa mort.

## Source de la traduction
- (es) Cet article est partiellement ou en totalité issu de l’article de Wikipédia en espagnol intitulé « Gotō Sumiharu » (voir la liste des auteurs).